# Gen Rosso

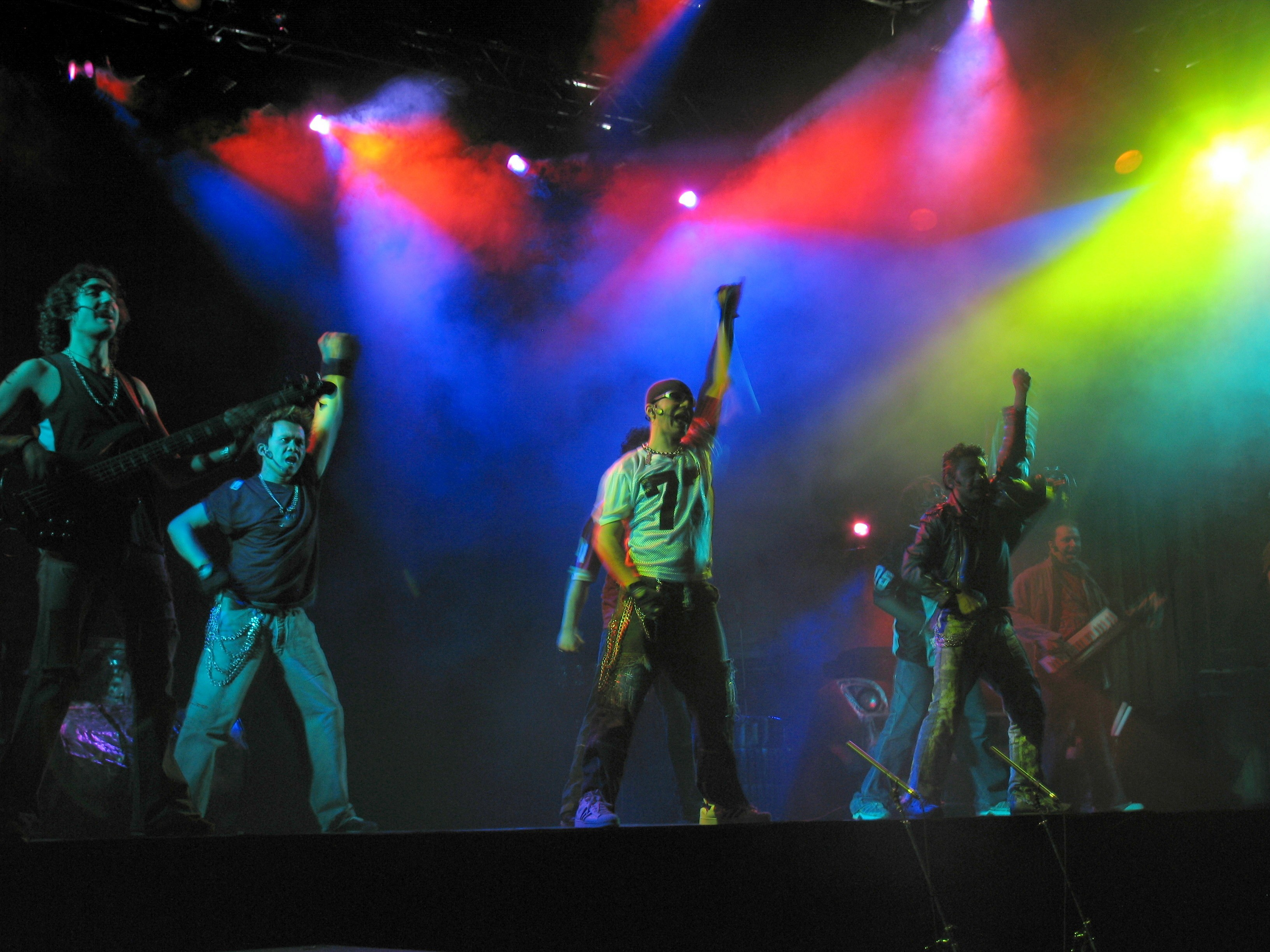
Gen Rosso 2008

Gen Rosso ist eine Musikgruppe der Fokolar-Bewegung.

## Entstehung
Gen Rosso entstand 1966 in Loppiano bei Florenz auf Initiative von Chiara Lubich. Die Gründerin der Fokolar-Bewegung schenkte einer Gruppe männlicher Jugendlicher zu Weihnachten eine Gitarre und ein rotes Schlagzeug. Von diesem roten Schlagzeug leitet sich der Gruppenname ab: „rosso“, ital. „rot“. Ebenfalls 1966 startete die Frauengruppe Gen Verde mit einem grünen Schlagzeug. „Gen“ steht für Movimento Gen (Generazione Nuova).
Seit 1966 haben mehr als 200 Künstler und Techniker bei Gen Rosso mitgewirkt. Derzeit (2008) besteht Gen Rosso aus 18 Mitgliedern aus 10 Ländern.
Gen Rosso veröffentlichte etwa 325 Lieder auf 54 Alben, darunter das Abendlied Resta qui con noi (dt. „Bleibe hier bei uns“).
Seit 2002 führt Gen Rosso das „Education-Programm“ Stark ohne Gewalt in Deutschland, Brasilien, Tschechien und Argentinien durch. Jugendliche aus zumeist finanziell schwachen Milieus studieren mit den Mitgliedern von Gen Rosso das Musical Streetlight ein und bringen es gemeinsam zur Aufführung. Ab 2016 erscheint der Kino-Dokumentarfilm I AM HERE! von Tobias Greber über die Entstehung und Durchführung des Projekts.

## Veröffentlichungen

### Alben in Italien
- 1968 – Flash sul Gen Rosso
- 1968 – Gen Rosso in tournée
- 1973 – Venite alla festa
- 1975 – Senza frontiere
- 1978 – Maria – antologia da 45 giri
- 1978 – Ho tanta gioia – antologia da 45 giri
- 1979 – La vita di ogni cosa
- 1983 – Tour in USA
- 1984 – Una storia che cambia
- 1986 – 20 anni Gen Rosso – antologia
- 1986 – Se siamo uniti
- 1988 – In concerto per la pace – live
- 1989 – Inspiration
- 1993 – World tour – live
- 1994 – Kids – canzoni per bambini
- 1994 – Chorus – basi strumentali
- 1995 – Gen Rosso
- 1998 – Work in progress
- 2000 – Streetlight
- 2003 – Voglio svegliare l'aurora
- 2005 – Zenit
- 2010 – 10 con Lode
- 2012 – Indelible
- 2015 – Campus

### Internationale Alben
- 1986 – Gen Rosso in tournée (Deutschland) – live
- 1973 – Life in Europe (Deutschland) – live
- 1973 – Le vrai visage de notre terre (Frankreich)
- 1975 – Un rostro nuevo del mundo (Spanien)
- 1975 – Das Gesicht unserer Erde (Deutschland)
- 1976 – Le vie de toute chose (Frankreich)
- 1977 – Das Leben aller Dinge (Deutschland)
- 1979 – Image of a New World (Großbritannien)
- 1981 – Gen Rosso in Concert (Deutschland)
- 1982 – Someone Lets The Sun Rise (USA)
- 1982 – Matin d'un monde nouveau (Frankreich)
- 1984 – Wandel einer Geschichte (Deutschland)
- 1985 – Para construir a historia (Brasilien)
- 1987 – A lei da vida (Brasilien)
- 1987 – Rückblick –  (Deutschland)
- 1987 – Free
- 1989 – Inspiration
- 1989 – Inspiration (Frankreich)
- 1989 – Inspiration (Spanien)
- 1992 – 1 (Frankreich)
- 1992 – 1 (Spanien)
- 2000 – Streetlight (Spanien)
- 2001 – Living (USA)
- 2002 – Streetlight (Deutschland)
- 2005 – Rückblick (Deutschland)
- 2006 – Streetlight (Brasilien)

### Alben mit liturgischem Charakter
- 1972 – Noi veniamo a Te
- 1972 – Gen Rosso Messe (Deutschland)
- 1982 – Dove Tu sei
- 1984 – In deiner Liebe
- 1985 – Resta qui con noi (Stay with us o Lord!) – Welttage der Jugend, 1985
- 1985 – Cançoes sacras (Brasilien)
- 1987 – Se siamo uniti
- 1998 – Come fuoco vivo – mit „Gen Verde“
- 1984 – Gen Rosso Messe – Coverversion von In deiner Liebe (1984) und Gen Rosso
- 2005 – Messe (1972) (Deutschland)
- 2016 – Voce del mio canto

### Alben mit Anderen
- 1980 – Genfest '80
- 1985 – Genfest '85
- 1990 – Genfest '90
- 1995 – Genfest '95
- 2003 – Maria Trasparenza di Dio,
- 2004 – Insieme per l'Europa, mit „Gen Verde“
- 2005 – Just Family, mit verschiedenen Autoren
- 2009 – One Stage One World, mit „Gen Verde“

### Videoalben
- Gen Rosso in Concert (1969)
- Tour in Inghilterra (1979)
- Una storia che cambia (1984)
- In concerto per la pace (1987)
- Un Concerto D.O.C. (1993)
- Musicbox (1994)
- On videotape (1996)
- Gen Rosso in Concert (1997)
- The making of Streetlight (2000)
- Zenit World Tour (2010)
- Streetlight the musical (2013)